# Thảm họa Chernobyl
Thảm hoạ Chernobyl (Tiếng Ukraina: Чорнобильська катастрофа; Tiếng Nga: Чернобыльская катастрофа) là một vụ tai nạn hạt nhân xảy ra vào Thứ bảy ngày 25 tháng 4 năm 1986 khi nhà máy điện hạt nhân Chernobyl ở Pripyat, Cộng hòa Xã hội chủ nghĩa Xô viết Ukraina bị nổ tại lò phản ứng số 4. Nó được coi là thảm họa hạt nhân tồi tệ nhất trong lịch sử cả về phí tổn và thương vong. Do không có tường chắn, đám mây bụi phóng xạ từ nhà máy lan rộng ra nhiều vùng phía tây Liên bang Xô viết, Đông Âu và Tây Âu, Scandinavia, Anh quốc, và đông Hoa Kỳ. Nhiều vùng rộng lớn thuộc Cộng hòa Xã hội chủ nghĩa Xô viết Ukraina, Belarus và Nga bị ô nhiễm nghiêm trọng, dẫn tới việc phải sơ tán và tái định cư cho hơn 336.000 người. Khoảng 60% đám mây phóng xạ đã rơi xuống Belarus. Theo bản báo cáo năm 2006 của TORCH, một nửa lượng phóng xạ đã rơi xuống bên ngoài lãnh thổ ba nước cộng hoà Xô viết. Thảm hoạ này phát ra lượng phóng xạ lớn gấp bốn trăm lần so với quả bom nguyên tử được ném xuống Hiroshima.
Vụ tai nạn làm dấy lên những lo ngại về sự an toàn trong ngành công nghiệp năng lượng hạt nhân Xô viết, làm đình trệ sự phát triển của ngành này trong nhiều năm, đồng thời buộc chính phủ Xô viết phải công bố một số thông tin. Các quốc gia: Nga, Ukraina, Belarus, ngày nay là các quốc gia độc lập, đã phải chịu chi phí cho nhiều chiến dịch khử độc và chăm sóc sức khoẻ cho những người bị ảnh hưởng từ vụ Chernobyl. Rất khó để kiểm kê chính xác số người đã thiệt mạng trong tai nạn này, bởi vì sự che đậy thông tin thời Xô viết gây khó khăn cho việc truy ra những nạn nhân. Danh sách này không đầy đủ, và chính quyền Xô viết sau đó đã cấm các bác sĩ được ghi chữ "phóng xạ" trong giấy chứng tử. Tuy nhiên, đa số những căn bệnh nguy hiểm về lâu dài có thể dự đoán trước như ung thư, trên thực tế vẫn chưa xảy ra, và sẽ rất khó để gắn nó có nguyên nhân trực tiếp với vụ tai nạn. Những ước tính và những con số đưa ra khác nhau rất xa. Một bản báo cáo năm 2005 do Hội nghị Chernobyl, dưới quyền lãnh đạo của Cơ quan Năng lượng Nguyên tử Quốc tế (IAEA) và Tổ chức Y tế Thế giới (WHO), đưa ra cho rằng có 56 người chết ngay lập tức; 47 công nhân và 9 trẻ em vì ung thư tuyến giáp, và ước tính rằng có khoảng 9.000 người, trong số gần 6.6 triệu, cuối cùng sẽ chết vì một loại bệnh ung thư nào đó. Riêng tổ chức Hoà bình xanh ước tính tổng số người chết là 93.000, nhưng đã ghi trong bản báo cáo của họ rằng "Những con số được đưa ra gần đây nhất cho thấy rằng chỉ riêng ở Belarus, Nga và Ukraina vụ tai nạn có thể đã dẫn tới cái chết thêm của khoảng 200.000 người trong giai đoạn từ 1990 đến 2004."

## Nhà máy

Vị trí của nhà máy điện hạt nhân Chernobyl

Nhà máy điện nguyên tử Chernobyl mang tên V. I. Lenin (Чернобыльская АЭС им. В.И.Ленина; Chernobyl'skaya AES im. V.I.Lenina) (51°23′14″B 30°06′41″Đ / 51,38722°B 30,11139°Đ) nằm ở thị trấn Pripyat, Ukraina, cách 18 km về phía tây bắc thành phố Chernobyl, 16 km từ biên giới Ukraina và Belarus, và khoảng 110 km phía bắc Kiev. Nhà máy có bốn lò phản ứng, mỗi lò có thể sản xuất ra 1 gigawatt (GW) điện (3,2 gigawatts nhiệt điện), và cả bốn lò phản ứng sản xuất ra khoảng 10% lượng điện của Ukraina ở thời điểm xảy ra vụ tai nạn. Việc xây dựng nhà máy được bắt đầu từ thập kỷ 1970, lò phản ứng số 1 bắt đầu hoạt động năm 1977, tiếp theo là lò phản ứng số 2 (1978), số 3 (1981), và số 4 (1983). Thêm hai lò phản ứng nữa (số 5 và số 6, mỗi lò cũng có khả năng sản xuất 1 gigawatt) đang được xây dựng ở thời điểm xảy ra tai nạn. Bốn tổ máy phát điện đó sử dụng lò phản ứng kiểu RBMK-1000.
Nhà máy điện hạt nhân Chernobyl vẫn tiếp tục sản xuất điện thêm 14 năm sau thảm hoạ và chỉ đóng cửa hoàn toàn vào năm 2000 do sức ép của quốc tế. Một vùng cách ly có bán kính 30 km được thiết lập quanh Chernobyl và đây là một trong những điểm nhiễm phóng xạ đậm đặc nhất trên hành tinh hiện nay.

## Diễn biến vụ tai nạn

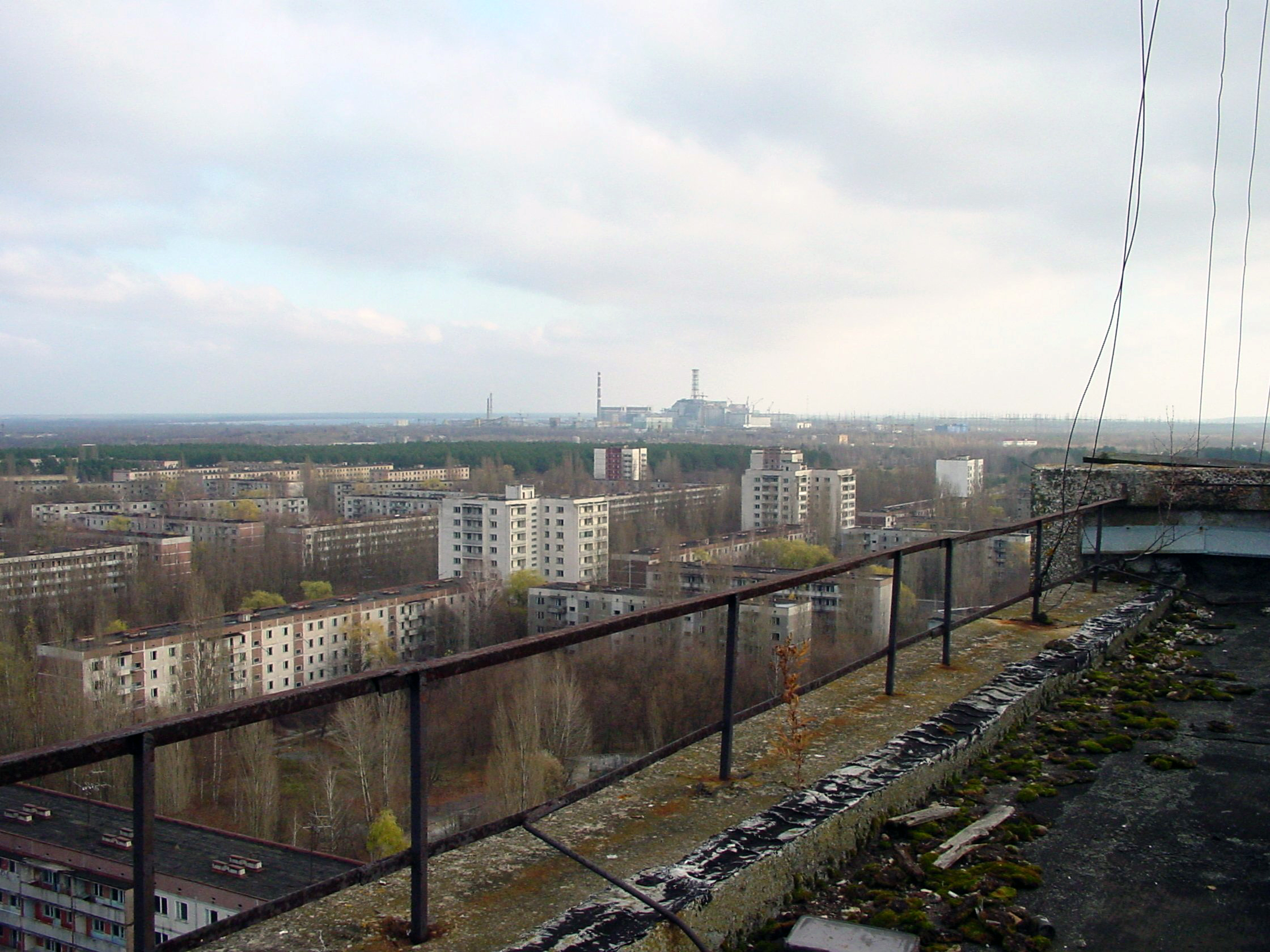
Thành phố bị bỏ hoang Pripyat cùng với nhà máy hạt nhân Chernobyl

Thứ bảy ngày 26 tháng 4 năm 1986, lúc 1:23:45 sáng giờ địa phương, tại lò phản ứng số 4 nhà máy điện Chernobyl, năng lượng đột ngột tăng vọt ở mức cao gây ra hàng loạt các vụ nổ và làm tan chảy lõi lò phản ứng hạt nhân. dẫn đến phát tán một lượng lớn các chất đồng vị phóng xạ vào khí quyển.

### Các nguyên nhân
Có hai giả thuyết chính thức xung đột với nhau về nguyên nhân gây tai nạn. Giả thuyết đầu tiên được đưa ra vào tháng 8 năm 1986 và chỉ buộc tội những người điều hành nhà máy điện. Giả thuyết thứ hai do Valeri Legasov ủng hộ và được đưa ra năm 1991, coi nguyên nhân vụ tai nạn là do những yếu kém trong thiết kế lò RBMK, đặc biệt là các thanh điều khiển. Cả hai giả thuyết này đều được nhiều nhóm ủng hộ, gồm cả các nhà thiết kế lò phản ứng, những người điều hành nhà máy điện Chernobyl, và chính phủ. Một số chuyên gia độc lập hiện nay tin rằng không một giả thuyết nào trong số hai giả thuyết trên là hoàn toàn chính xác.
Một nhân tố quan trọng góp phần vào vụ tai nạn là những người điều hành không được thông báo về những vấn đề của lò phản ứng. Theo một người trong số họ, Anatoly Dyatlov, những người thiết kế đã biết rằng lò phản ứng sẽ gặp phải nguy hiểm ở một số điều kiện nhưng đã cố tình che đậy thông tin đó. Một lý do khác là ban quản lý nhà máy điện phần lớn gồm những người chưa được đào tạo về kiểu lò RBMK: giám đốc, V.P. Bryukhanov, có kinh nghiệm và đã được đào tạo về nhà máy nhiệt điện dùng than. Kỹ sư trưởng của ông, Nikolai Fomin, cũng là người đã làm việc tại một nhà máy phát điện thông thường. Chính Anatoly Dyatlov, phó kỹ sư trưởng của các lò phản ứng số 3 và số 4, chỉ có "một số kinh nghiệm về những lò phản ứng hạt nhân loại nhỏ", cụ thể là những lò phản ứng nhỏ kiểu VVER được thiết kế cho các tàu ngầm hạt nhân của Liên Xô. Đặc biệt:
- Lò phản ứng có một hệ số trống dương lớn rất nguy hiểm. Theo cách hiểu thông thường, điều này có nghĩa là nếu các bong bóng hơi nước hình thành trong nước làm mát của lò phản ứng, phản ứng hạt nhân sẽ tăng tốc, dẫn tới việc phản ứng xảy ra dễ dàng hơn nếu không có một cơ chế kiểm soát khác. Một điều tồi tệ hơn, khi lò phản ứng sản xuất điện ở mức thấp, hệ số trống dương này không được bù đắp bằng những nhân tố khác, nó làm lò phản ứng mất ổn định và nguy hiểm. Việc lò phản ứng gặp nguy hiểm khi nó sản xuất điện ở mức thấp là điều hoàn toàn xa lạ với trực giác của những người điều hành và họ cũng chưa từng biết đến điều đó.
- Một chỗ yếu kém đáng lưu ý khác của lò phản ứng là thiết kế các thanh điều khiển. Trong một lò phản ứng hạt nhân, các thanh điều khiển được đưa vào trong lò để làm chậm quá trình phản ứng. Tuy nhiên, trong thiết kế lò RBMK, đầu mút của thanh điều khiển được làm bằng graphite, những phần kéo dài ra (phần thuộc thanh điều khiển ở bên trên các đầu mút, dài khoảng 1 mét) là rỗng và chứa đầy nước, trong khi sự cân bằng của thanh điều khiển - phần thực sự hoạt động, hấp thụ các neutron và do đó ngăn chặn phản ứng - được làm bằng carbide bo. Trong vài khoảnh khắc đầu tiên khi các thanh điều khiển kiểu này được đưa vào trong lò, nước làm mát bị những đầu mút bằng graphit chiếm chỗ. Vì thế, (nước) làm mát, một chất hấp thụ neutron, bị graphit (than chì) chiếm chỗ, một cơ cấu điều tiết neutron – là một vật chất có tác dụng làm tăng phản ứng hạt nhân chứ không phải làm chậm nó lại. Trong vài giây đầu tiên khi vận hành, các thanh điều khiển "làm tăng" tốc độ phản ứng, chứ không phải làm giảm như mong muốn. Những người điều hành nhà máy điện không hề biết tới điều đó.
- Những người điều hành đã thiếu cẩn trọng và vi phạm các quy trình quản lý nhà máy, một phần vì họ thiếu thông tin về những điểm yếu trong thiết kế của lò. Nhiều hành động trái quy tắc khác cũng góp phần vào nguyên nhân gây ra tai nạn. Một nguyên nhân là sự thiếu trao đổi thông tin giữa những nhân viên phụ trách an toàn và những người điều hành lò vào tối hôm đó.

Cũng cần phải chú ý rằng những người điều hành đã tắt nhiều hệ thống an toàn của lò phản ứng, điều này nói chung là bị cấm ngặt theo những hướng dẫn kỹ thuật điều hành nhà máy.
Theo báo cáo của Uỷ ban chính phủ được đưa ra tháng 8 năm 1986, những người điều hành đã di dời ít nhất 204 thanh điều khiển khỏi tâm lò (trong tổng số 211 thanh của kiểu lò này), chỉ còn để lại bảy thanh. Những hướng dẫn kỹ thuật như vừa đề cập ở trên cũng cấm điều hành lò RBMK-1000 khi có ít hơn 15 thanh điều khiển bên trong vùng tâm lò phản ứng.

### Các sự kiện

Một sơ đồ của lò phản ứng RBMK

Ngày 25 tháng 4 năm 1986, lò phản ứng số 4 được dự định dừng hoạt động cho công việc bảo dưỡng thông thường. Và vì thế, người ta đã muốn tận dụng cơ hội này để thử nghiệm khả năng tua bin phát điện của lò vẫn cấp đủ điện cho hệ thống an toàn của lò phản ứng (đặc biệt là các bơm nước) trong trường hợp nhà máy bị cắt nguồn điện từ bên ngoài. Các lò phản ứng như kiểu Chernobyl có hai máy phát điện diesel luôn để dự phòng, nhưng chúng không thể hoạt động ngay lập tức, vì thế lò phản ứng được dùng để phát động tua bin, tới khi tua bin có thể cắt khỏi lò phản ứng và tự chạy theo lực quay quán tính của nó, và mục đích của việc thử nghiệm này là kiểm tra xem các tua bin khi đang ở tình trạng chạy theo quán tính có thể cung cấp đủ điện cho các máy bơm hay không trong khi khởi động các máy phát điện dự phòng. Cuộc thử nghiệm này trước đó từng thành công ở một lò phản ứng khác (với đầy đủ mọi quy chuẩn an toàn) và dòng xuất là âm (có nghĩa là, các tua bin phát ra đủ điện trong tình trạng chạy theo quán tính để cung cấp cho các máy bơm), nhưng những cải tiến thêm đã được thực hiện để các tua bin có thể cung cấp đủ năng lượng cho một kiểm nghiệm khác.
Công suất của lò phản ứng Chernobyl-4 được giảm từ mức thông thường 3.200 MW nhiệt xuống 1.000 MW nhiệt để có thể tiến hành thử nghiệm ở mức độ năng lượng thấp hơn và an toàn hơn. Tuy nhiên, vì có sự chậm trễ trong quá trình thử nghiệm thực tế và lỗi của những người điều hành nên công suất đã giảm xuống quá nhanh, và công suất thực tế giảm xuống còn 30 MW nhiệt. Vì thế, sự tập trung sản phẩm chất thành tạo hạt nhân xenon-135 tăng lên (sản phẩm này thường chỉ được dùng trong lò phản ứng hạt nhân ở những điều kiện phát năng lượng lớn). Dù tỷ lệ giảm năng lượng gần tới mức tối đa do các quy định an toàn đề ra, những người điều hành lại không ngừng hoạt động của lò mà tiếp tục thực nghiệm. Hơn nữa, họ đã quyết định ‘làm tắt’ cuộc thực nghiệm và chỉ tăng công suất lên 200 MW. Nhằm thoát khỏi tình trạng hấp thụ hạt nhân dư thừa xenon-135, các thanh điều khiển được kéo ra khỏi lò nhiều hơn so với mức cho phép trong các quy định an toàn. Lúc 1:05 sáng ngày 26 tháng 4, như một phần thực nghiệm, các máy bơm nước được dẫn động bằng máy phát tua bin được bật lên; dòng nước do chúng tạo ra vượt quá mức các quy định an toàn cho phép. Dòng nước tăng lên lúc 1:19 sáng—bởi vì nước cũng hấp thu neutron, nó càng làm tăng dòng nước cần thiết để có thể kéo các thanh điều khiển ra một cách thủ công, tạo ra một tình trạng hoạt động rất không ổn định và nguy hiểm. Luồng hơi phóng xạ được tạo ra ngay sau vụ nổ ban đầu, bằng chứng ở đây là do nhiệt phân hủy. Những mái che lớn của tuabin bị hư hỏng nặng (giữa ảnh). Nóc nhà của lò phản ứng 3 liền kề (phía dưới bên trái) cho thấy có đám cháy nhẹ. Lúc 1:23:04 sáng, cuộc thực nghiệm bắt đầu. Tình trạng không ổn định của lò không hề được thể hiện theo bất kỳ cách nào trên thanh điều khiển, và có lẽ không một ai trong đội điều hành biết rõ hoàn toàn về mức độ nguy hiểm. Điện cấp cho các máy bơm nước bị ngắt, và khi chúng đang chạy nhờ vào máy phát điện tua bin chạy theo quán tính, dòng nước bơm giảm đi. Tua bin bị ngắt khỏi lò phản ứng, làm tăng lượng hơi trong lõi lò. Khi nước làm mát nóng lên, các bong bóng hơi hình thành bên trong dòng nước làm mát. Thiết kế đặc biệt điều khiển phản ứng bằng graphit của lò RBMK ở Chernobyl có hệ số trống dương rất lớn, có nghĩa là năng lượng của lò phản ứng tăng lên nhanh chóng khi không có hiệu ứng hấp thu neutron của nước, và trong trường hợp đó, hoạt động của lò phản ứng dần trở nên bất ổn định và nguy hiểm. Lúc 1:23:45 sáng, những người điều hành ấn nút AZ-5 ("Bảo vệ nguy hiểm khẩn cấp 5") điều khiển một "SCRAM" — một thiết bị ngắt của lò phản ứng, đưa toàn bộ các thanh điều khiển, gồm cả các thanh điều khiển vận hành thủ công vốn đã được rút ra một cách khinh suất từ trước vào trong lò phản ứng. Vẫn chưa biết rõ liệu đây có phải là một hành động phản ứng khẩn cấp, hay nó chỉ đơn giản là một biện pháp thông thường để ngắt lò phản ứng khi đã hoàn thành một thực nghiệm (lò phản ứng đã được định giờ ngắt cho bảo dưỡng thông thường). Thường mọi người cho rằng SCRAM được dùng để đối phó với trường hợp tăng năng lượng quá nhanh. Mặt khác, Anatoly Dyatlov, là kỹ sư trưởng nhà máy điện nguyên tử Chernobyl khi xảy ra tai nạn, đã viết trong cuốn sách của ông:
| “ | "Trước 01:23:40, những hệ thống kiểm soát trung tâm... không ghi nhận bất kỳ thay đổi thông số nào cho thấy cần thiết phải sử dụng SCRAM. Hội đồng... đã thu thập và phân tích rất nhiều số liệu và, như đã được chỉ ra trong bản báo cáo của họ, không thể xác định lý do tại sao những người điều hành lại sử dụng SCRAM. Không cần thiết phải biết được lý do đó. Lò phản ứng đơn giản là được ngắt khi thực nghiệm đã hoàn thành." | ” |

Vì tốc độ chậm chạp của cơ cấu đưa thanh điều khiển vào trong (18–20 giây để hoàn thành), những đầu rỗng của các thanh và sự chiếm chỗ tạm thời của nước làm mát, SCRAM làm cho mức độ phản ứng tăng lên. Năng lượng được sản xuất ra tăng lên gây ra biến dạng đường dẫn thanh điều khiển. Các thanh điều khiển bị tắc lại sau khi mới chỉ được đưa vào trong một phần ba, và vì thế không thể dừng phản ứng lại được. Lúc 1:23:45 lò phản ứng nhảy lên mức 30 GW, gấp mười lần công suất hoạt động thông thường. Các thanh nhiên liệu bắt đầu chảy ra và áp lực hơi nhanh chóng tăng lên gây ra một vụ nổ hơi lớn, làm bắn tung và phá huỷ nắp lò phản ứng, làm vỡ các ống dẫn nước làm mát và sau đó thổi bay một mảng trần.
Để giảm giá thành xây dựng và vì kích cỡ to lớn của lò phản ứng, nó chỉ được xây dựng tường chắn một phần. Điều này làm cho chất ô nhiễm phóng xạ thoát ra ngoài không khí sau khi vụ nổ thổi bay lớp vỏ đầu tiên. Sau đó, một phần mái sụp xuống, oxy tràn vào — cộng với nhiệt độ cực cao của nhiên liệu lò phản ứng và graphit của bộ phận điều tiết — gây cháy graphit. Đám cháy này góp phần lớn vào sự lan tràn nhiên liệu phóng xạ và các nguyên tố gây ô nhiễm ra các vùng xung quanh.
Có một số mâu thuẫn về những sự kiện chính xác đã xảy ra sau 1:22:30 (theo giờ địa phương) vì có sự trái ngược giữa những lời kể của nhân chứng và những thông tin lưu trữ của nhà máy. Giả thuyết được chấp nhận rộng rãi là những sự kiện được liệt kê ở trên. Theo giả thuyết này, vụ nổ đầu tiên xảy ra vào khoảng 1:23:45, năm giây sau khi những người vận hành lò phản ứng kích hoạt "SCRAM". Thỉnh thoảng cũng có ý kiến cho rằng vụ nổ đã xảy ra ‘trước khi’ hay ngay lập tức sau khi vận hành SCRAM (đây cũng là quan điểm của Uỷ ban Xô viết điều tra vụ tai nạn). Sự phân biệt này là quan trọng, bởi vì nếu lò phản ứng đạt tới tình trạng tới hạn trong vài giây sau khi vận hành SCRAM, thì lý do có thể bị gán cho thiết kế của các thanh điều khiển, trong khi nếu vụ nổ xảy ra lúc vận hành SCRAM thì lỗi sẽ được quy cho những người điều hành. Quả thực, vụ nổ giống như với một trận động đất yếu, tương đương với cường độ của một trận động đất 2,5 độ, đã được ghi lại lúc 1:23:45 ở vùng Chernobyl. Tình hình càng phức tạp bởi sự thực là nút điều khiển đã được ấn nhiều hơn một lần, và người bấm nút đó đã chết hai tuần sau đó vì bị nhiễm độc phóng xạ.
Tháng 1, 1993, IAEA đưa ra một phân tích đã sửa đổi về tai nạn Chernobyl, cho rằng lý do chính của vụ này là thiết kế lò phản ứng chứ không phải lỗi của những người điều hành. Bản phân tích của IAEA năm 1986 đã cho rằng những hành động của những người điều hành là nguyên nhân chính gây ra tai nạn.

### Phát tán phóng xạ

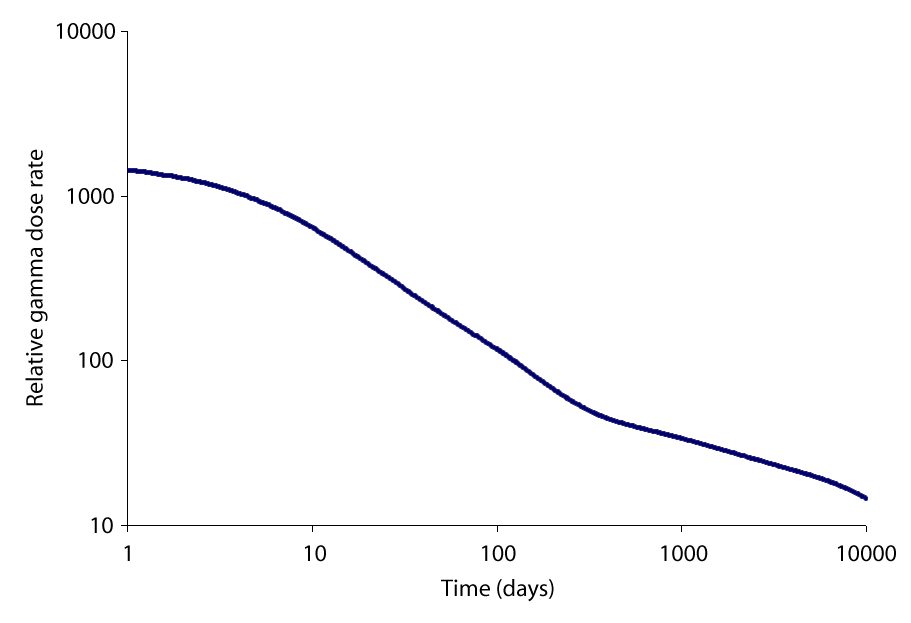
Lượng gamma ngoài đối với một người đứng không có vật chắn gần địa điểm Chernobyl.

- Báo cáo ngắn của cơ quan OSTI về lượng phóng thích của đồng vị phóng xạ [8]
- Báo cáo chi tiết từ OECD (1,85 MB PDF) [9]

Tại mỗi thời điểm khác nhau sau vụ nổ, những đồng vị phóng xạ khác nhau đưa đến những cường độ phóng xạ khác nhau. Chỉ có thể đo lường được độ ảnh hưởng phóng xạ tia gamma cho người đứng lộ thiên. Còn người ở trong nhà thì khó dự đoán hơn.
Ảnh hưởng của các sản phẩm phân rã hạt nhân sẽ được tham khảo nơi khác, bài này chỉ chú tâm đến các loại đồng vị phóng xạ tung ra trong vụ nổ Chernobyl.
Những loại đồng vị phóng xạ của nguyên liệu nguyên tử được phóng thích theo nhiệt độ sôi của từng chất, phần lớn độ phóng xạ nằm trong lõi lò nguyên tử được giữ yên trong đó.
- Những khí hiếm như Kr và Xe trong lò bị thả tung ra khí quyển trong đợt nổ hơi nước đầu tiên.
- Khoảng 55% chất phóng xạ iod bị tung ra trong thể hơi, thể đặc nhỏ li ti và trong thể các phân tử sinh hóa có iod.
- Xezi và teluride bị phóng thích dưới dạng dung khí
- Có hai dạng tinh thể được phóng thích, loại nhỏ (0,3 - 1,5 micromet) và loại lớn (10 micromet). Loại lớn chứa 80-90% các chất phóng xạ khó thành hơi (95Zr, 95Nb, 140La, 144Ce) và các nguyên tố trên urani (neptuni, plutoni và các actini phụ) đính vào trong lưới oxide urani.

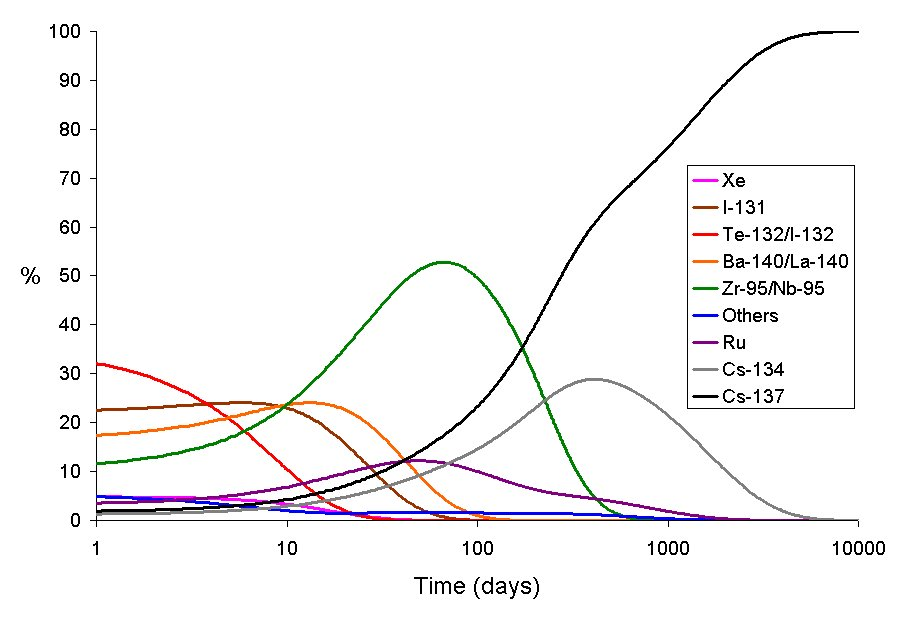

### Đối phó thảm hoạ tức thời
Mức độ thảm họa vượt quá khả năng đối phó của các quan chức địa phương không có sự chuẩn bị cũng như sự thiếu thốn thiết bị thích hợp. Hai trong số bốn máy đo liều lượng tại lò phản ứng số bốn đều có các giới hạn 1 milliröntgen trên giây. Hai chiếc kia có giới hạn 1.000 R/s; sau vụ nổ mọi người không thể vào tiếp cận một máy, còn chiếc kia bị hỏng khi được bật lên. Vì thế kíp kỹ thuật viên tại chỗ chỉ biết chắc chắn rằng mức độ phóng xạ tại đa số các vị trí trong lò phản ứng vượt quá 4 R/h (mức độ thật sự lên tới 20.000 roentgen trên giờ ở một số vị trí; mức gây chết người ở khoảng 500 roentgen trên 5 giờ).
Điều này khiến người chỉ huy kíp kỹ thuật viên, Alexander Akimov, cho rằng lò phản ứng còn nguyên vẹn. Bằng chứng về các mảnh graphit và nhiên liệu rơi vung vãi quanh khu vực bị bỏ qua, và những kết quả lấy được từ các máy đo liều lượng khác vào lúc 4:30 sáng giờ địa phương bị gạt bỏ vì ông cho rằng các máy đo đã báo sai. Akimov tiếp tục ở lại với kíp kỹ thuật viên tới sáng, tìm cách bơm nước vào trong lò phản ứng. Không một ai trong số họ mặc quần áo bảo hộ. Đa số họ, gồm cả chính Akimov, đều chết vì tiếp xúc phóng xạ ba tuần sau thảm hoạ.
Một thời gian ngắn sau vụ tai nạn, những người lính cứu hỏa tới nơi và tìm cách dập lửa. Họ không được thông báo về mức độ nguy hiểm từ những đám khói phóng xạ và các loại mảnh vụn ở đó. Tới 5 giờ sáng ngọn lửa được dập tắt, nhưng nhiều lính cứu hỏa đã bị nhiễm phóng xạ liều cao. Ủy ban do chính phủ thành lập điều tra vụ tai nạn tới Chernobyl vào buổi chiều ngày 26 tháng 4. Khi đó, 2 người đã chết và 52 người đang nằm trong bệnh viện. Trong đêm ngày 26 tháng 4–27 tháng 4— hơn 24 giờ sau vụ nổ — Ủy ban đối mặt với nhiều bằng chứng cho thấy mức độ phóng xạ rất cao và một số ca nhiễm phóng xạ, nhận thức được sự cần thiết phải phá bỏ lò phản ứng và ra lệnh sơ tán dân cư ở thành phố Pripyat lân cận. Để giảm bớt số hành lý mang theo, người dân ở đó được thông báo rằng sự sơ tán chỉ là tạm thời, trong ba ngày. Vì thế, tại Pripyat vẫn còn nhiều đồ đạc cá nhân không bao giờ được chuyển đi nữa vì nhiễm phóng xạ. Theo những người lính cứu hỏa tận mắt chứng kiến khi tham gia cứu nạn trước khi họ qua đời (như được đưa tin trong loạt phim truyền hình Nhân chứng của BBC), một người cho rằng ông thấy phóng xạ có "vị như kim loại", và thấy cảm giác tương tự cảm giác của ghim và kim đâm trên mặt.
Trong nỗ lực vô ích nhằm dập tắt đám cháy, số nước được vội vã bơm vào lò phản ứng đã ngấm xuống mặt đất bên dưới lò. Vấn đề là các loại nhiên liệu và nguyên liệu khác đã bắt đầu âm ỉ cháy theo cách của chúng thông qua sàn lò, việc ném các loại vật liệu khác từ trực thăng xuống càng gây ủ kín đám cháy khiến nhiệt độ tăng thêm. Để ngăn chặn trường hợp này, "đội xử lý"—các thành viên quân đội và những công nhân khác— được chính phủ Xô viết gửi tới để dọn sạch hiện trường. Hai trong số đó được trang bị đồ bảo hộ ướt để mở các cổng xối nhằm thông hơi cho số nước nhiễm phóng xạ, nhờ thế ngăn chặn khả năng nổ nhiệt. Những người đó, và những người khác thuộc đội xử lý cũng như các lính cứu hỏa tham gia dọn dẹp không được thông báo về sự nguy hiểm họ phải đối mặt.
Số rác phóng xạ nguy hiểm nhất được tập hợp bên trong phần còn đứng vững của lò phản ứng. Chính lò phản ứng cũng được bao phủ ngoài bằng các bao cát, chì và bo ném xuống từ máy bay trực thăng (khoảng 5.000 tấn trong tuần lễ sau vụ tai nạn). Tới tháng 12 năm 1986 một quan tài bê tông lớn đã được dựng lên, để phủ kín lò phản ứng và những rác phóng xạ bên trong.(The Social Impact of the Chernobyl Disaster, 1988, p166, by David R. Marples ISBN 0-333-48198-4)
Nhiều phương tiện do đội xử lý sử dụng bị bỏ lại rải rác xung quanh vùng Chernobyl cho đến tận ngày nay.

## Những ảnh hưởng của vụ thảm hoạ

### Những hậu quả tức thời
Hiện tượng tan chảy hạt nhân gây ra một đám mây phóng xạ lan rộng tới Nga, Belarus và Ukraina, ngoài ra còn thêm những vùng khác tại châu Âu như một phần Thổ Nhĩ Kỳ, Moldova, Litva, Phần Lan, Na Uy, Thụy Điển, Áo, Cộng hòa Séc và Cộng hòa Slovakia, Slovenia, Thụy Sĩ, Đức, Italia, Pháp (gồm cả Corsica ) và Anh. Trên thực tế, bằng chứng đầu tiên xuất hiện tại các nước khác là hiện tượng phát tán phóng xạ đã xảy ra không chỉ từ Xô viết mà cả từ Thụy Điển, ngày 27 tháng 4 các công nhân làm việc tại Nhà máy điện nguyên tử Forsmark (gần 1.100 km từ Chernobyl) đã phát hiện thấy các hạt phóng xạ trên quần áo của họ. Chính việc người Thụy Điển tìm kiếm nguồn gốc phát tán phóng xạ và xác định rằng nhà máy điện nguyên tử của họ không bị rò rỉ khiến bắt đầu có những ý kiến lo ngại về một tai nạn hạt nhân nghiêm trọng ở phía tây Liên bang Xô viết. Tại Pháp, nước này cho rằng đám mây phóng xạ đã dừng lại ở biên giới Đức, Italia. Vì thế, một số loại thực phẩm đã bị cấm sử dụng ở Italia vì nguyên nhân phóng xạ (đặc biệt là nấm), chính quyền Pháp không đưa ra bất kỳ một biện pháp đối phó nào, với mục đích ngăn chặn nỗi ám ảnh của người dân.
Ô nhiễm từ tai nạn Chernobyl lan ra các vùng nông thôn xung quanh ở mức độ khác nhau, tùy thuộc vào điều kiện thời tiết. Các báo cáo từ phía các nhà khoa học Xô viết và phương Tây cho thấy Belarus tiếp nhận 60% lượng ô nhiễm của toàn bộ Liên bang Xô viết cũ. Tuy nhiên báo cáo TORCH 2006 cho thấy hơn một nửa số hạt đã rơi xuống bên ngoài Ukraina, Belarus và Nga. Một diện tích đất đai rộng của Liên bang Nga phía nam Bryansk và nhiều vùng khác phía tây bắc Ukraina cũng bị ô nhiễm.
203 người phải vào viện ngay lập tức. Đa số họ là các nhân viên cứu hỏa và những người cứu nạn tìm cách kiểm soát vụ tai nạn, họ không hiểu rõ mức độ nguy hiểm của việc bị nhiễm phóng xạ (từ khói) (để thảo luận về những đồng vị quan trọng hơn trong bụi phóng xạ, xem các sản phẩm phân rã hạt nhân). 135.000 người phải sơ tán khỏi vùng, gồm 50.000 người từ thị trấn Pripyat cạnh đó. Các quan chức y tế dự đoán rằng trong vòng 70 năm tiếp theo tỷ lệ mắc bệnh ung thư sẽ tăng thêm 2% trong số những người đã tiếp xúc 5–12 (tùy theo nguồn) Bq ô nhiễm phóng xạ thoát ra từ lò phản ứng.
Các nhà khoa học Xô viết thông báo rằng lò phản ứng số 4 của nhà máy Chernobyl chứa khoảng 180-190 tấn nhiên liệu và các sản phẩm phân rã hạt nhân urani dioxide. Ước tính số lượng đã phát tán chiếm từ 5 đến 30%. Nhưng có quan điểm cho rằng không quá 5-10% nhiên liệu còn lại bên trong; quả thực, các bức ảnh chụp vỏ lò phản ứng cho thấy nó hầu như trống rỗng. Bởi vì sức nóng mạnh liệt của ngọn lửa, đa số nhiên liệu đã bị đẩy bay lên cao vào khí quyển (vì không có tường chắn ô nhiễm để giữ chúng lại).
Những người công nhân tham gia vào quá trình cứu chữa và dọn dẹp sau tai nạn được gọi là "thành viên đội xử lý", nhận những liều phóng xạ cao. Theo các ước tính của Liên Xô, khoảng từ 300.000 tới 600.000 thành viên đội xử lý tham gia vào việc sơ tán một vùng rộng 30 km quanh lò phản ứng, nhưng nhiều người trong số họ vẫn đi vào khu vực này trong thời gian hai năm kể từ vụ tai nạn...
Một số trẻ em trong các vùng bị ô nhiễm bị nhiễm phóng xạ ở mức cao tới 50 gray (Gy) vì nhiễm phóng xạ 131I, một chất đồng vị có thời gian tồn tại khá ngắn, với thời gian bán rã 8 ngày, do sử dụng sữa bị nhiễm phóng xạ sản xuất trong vùng. Nhiều cuộc nghiên cứu đã chỉ ra rằng tỷ lệ mắc ung thư tuyến giáp trong trẻ em tại Belarus, Ukraina và Nga đã tăng rõ rệt. Ngoài ra cũng có thể nhận thấy số lượng người bị bệnh bạch cầu tăng cao, nhưng điều này sẽ được coi thêm là một bằng chứng trong vài năm tới khi số người mắc các chứng ung thư khác cũng tăng.

### Những ảnh hưởng lâu dài đến sức khoẻ

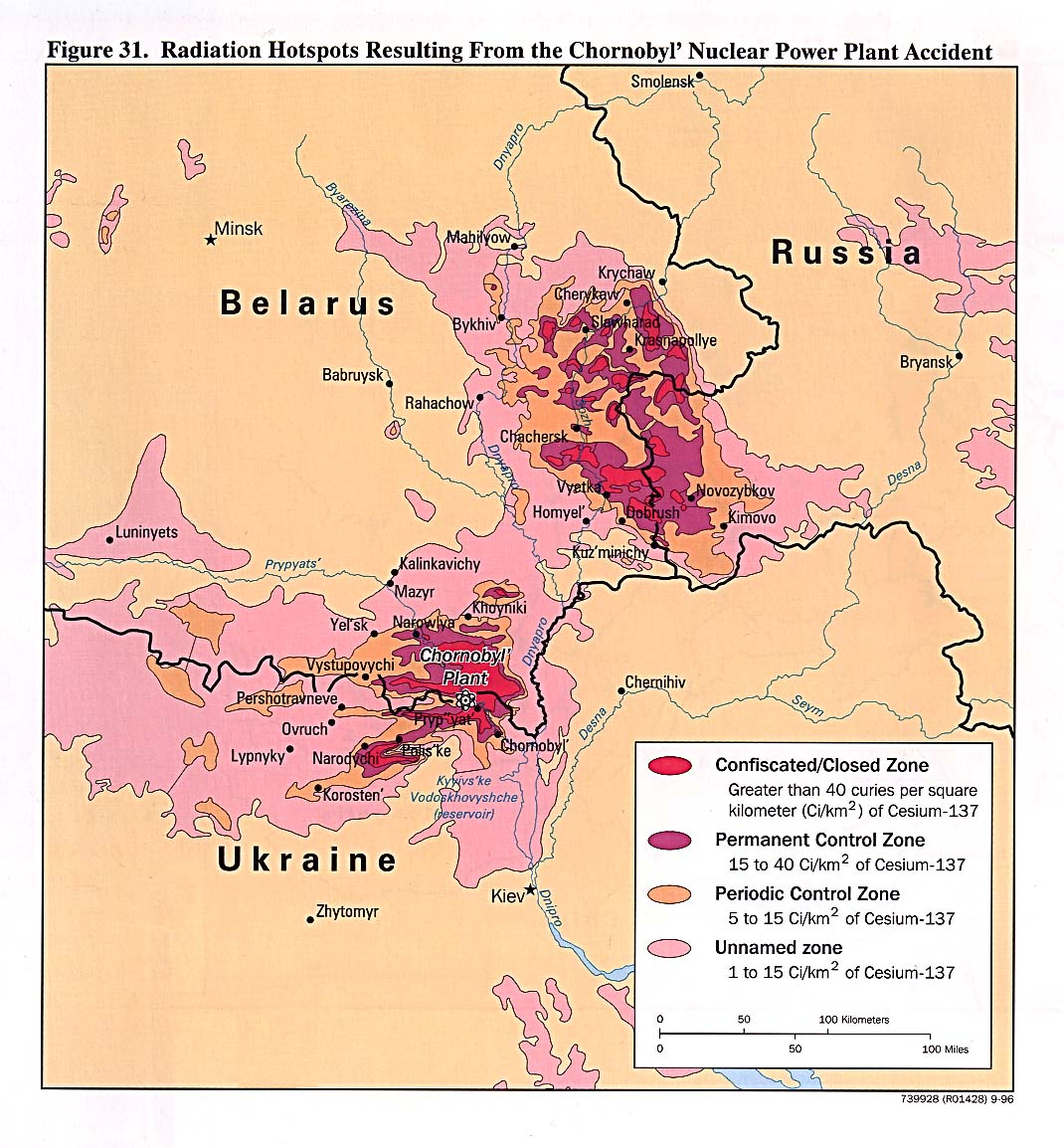
Bản đồ thể hiệm ô nhiễm xezi-137 tại Belarus, Nga, và Ukraina. Curie trên mét vuông (1 curie bằng 37 gigabecquerels (GBq) hay chính xác 37 tỷ becquerels.

Ngay sau vụ nổ, người ta lo sợ về tác hại sức khỏe của chất phóng xạ iod, với chu kỳ bán rã là 8 ngày. Hiện nay thì có lo ngại về chất stronti-90 và xezi-137 ô nhiễm trong đất, với chu kỳ bán rã là 30 năm. Xezi-137 qua đất thấm vào cây cỏ, sâu bọ, các giống nấm, lẫn vào thực phẩm địa phương. Nhiều khoa học gia tiên đoán rằng ảnh hưởng phóng xạ sẽ có tác hại đền nhiều thế hệ trong tương lai.
36 tiếng đồng hồ sau vụ nổ, chính quyền Xô viết tổ chức di tản dân cư sinh sống chung quanh nhà máy điện hạt nhân Chernobyl.

Đến tháng 5 1986, dân cư trong vòng bán kính 30 km - khoảng 116.000 người - được di tản định cư nơi khác. Khu vực bỏ trống gọi là "Khu vực xa lánh". Tuy nhiên, tác hại phóng xạ đi xa hơn vòng bán kính 30 km này.
Vấn đề tác hại lâu dài với sức khỏe dân chúng hiện nay vẫn chưa ngã ngũ. Ngoài 300.000 người tái định cư vì tai nạn này; hàng triệu vẫn sinh sống trong khu vực bị nhiễm xạ. Tuy thế, phần lớn những người bị tác hại thường bị ít và không có bằng chứng cụ thể chứng minh tăng số tử vong, quái thai và bệnh tật bẩm sinh, ung thư trong những người này. Nếu có xét nghiệm một vài trường hợp, không thể khẳng định nguyên nhân là do tai nạn lò nguyên tử.
Một điều đáng ghi nhận là nghiên cứu về tác hại sức khỏe dân chúng trong thảm họa này bị cản trở bởi chính quyền Xô viết lúc bấy giờ, và các khảo cứu khoa học thường thiếu minh bạch dân chủ. Tại Belarus năm 1999, khi khoa học gia Yuri Bandazhevsky đặt câu hỏi về ước tính chính thức hậu quả của thảm họa Chernobyl và sự xác đáng của giới hạn tối đa chính thức 1.000 Bq/kg, ông đã bị đàn áp về mặt chính trị, bị bỏ tù từ năm 2001 cho đến 2005 về tội nhận hối lộ, sau khi ông công bố báo cáo năm 1999 phê phán nghiên cứu chính thức đã bị dàn xếp đối với thảm họa Chernobyl.

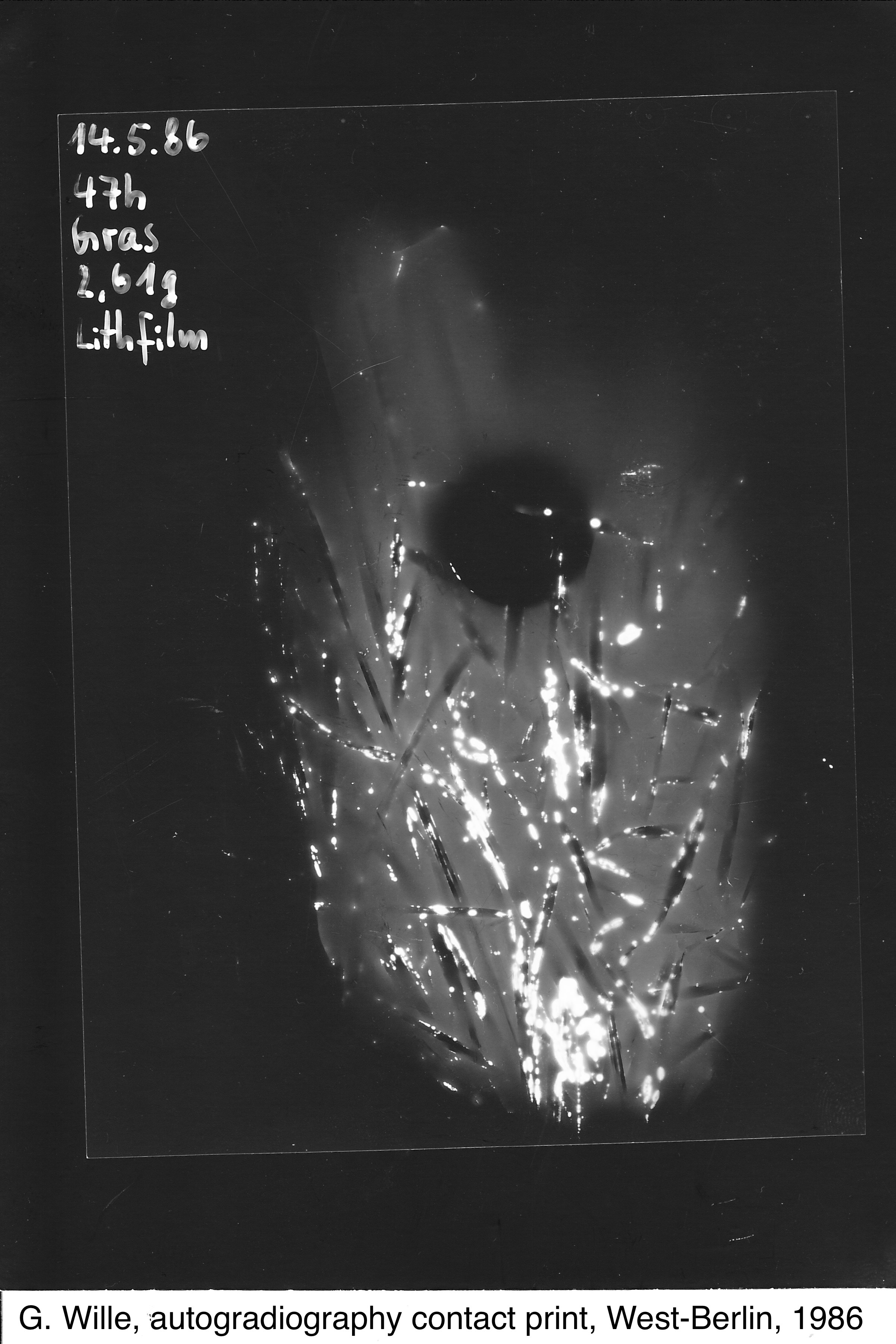
Ảnh phóng xạ tự chụp cỏ ở Berlin, Đông Đức sau vụ nổ 47 giờ.

Đám mây bụi phóng xạ đã lan toả rất rộng và bao phủ cây cỏ cùng mặt đất nhiều quốc gia lân cận. Ở Đức lá cỏ phơi nhiễm phóng xạ này sau 47 giờ đã được một số tác giả chụp lại nhờ kỹ thuật phóng xạ tự chụp rồi in trên giấy ảnh 10×15 cm đã chứng tỏ có đồng vị 131-Iodine gây ra.

#### Những hạn chế về thực phẩm

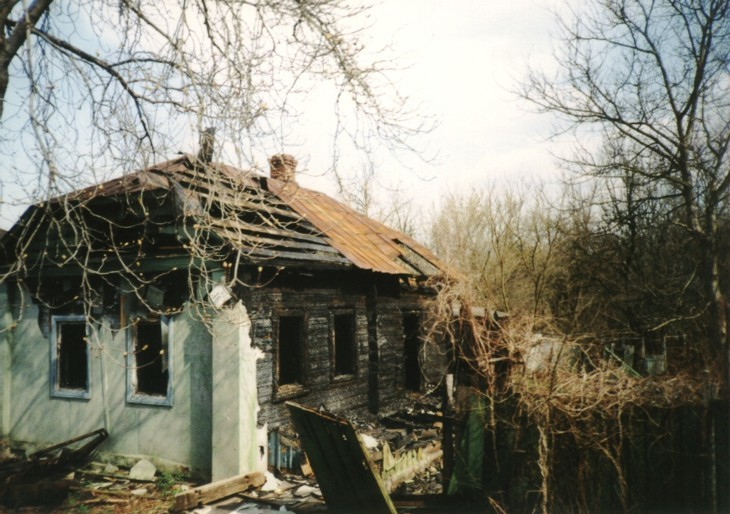
Một ngôi nhà bị bỏ hoang tại Pripyat, cạnh Chernobyl.

Hai mươi năm sau thảm hoạ, những quy định hạn chế về sản xuất, vận chuyển và tiêu thụ thực phẩm bị ô nhiễm bụi phóng xạ Chernobyl vẫn có hiệu lực. Tại Anh quốc, 374 trang trại với diện tích 750 km² và 200.000 con cừu thuộc diện hạn chế này. Tại nhiều vùng tại Thụy Điển và Phần Lan, các quy định được áp dụng cho các loại động vật nuôi, gồm cả tuần lộc, trong tự nhiên và gần tự nhiên. Theo bản báo cáo TORCH 2006, "tại một số vùng thuộc Đức, Áo, Italia, Thụy Điển, Phần Lan, Latvia và Ba Lan, các loại thú hoang dã (gồm lợn lòi và hươu), các loại nấm rừng, trứng cá và cá ăn sâu bọ từ có hàm lượng xezi-137 trên mỗi kg trọng lượng lên tới hàng ngàn Bq", trong khi "tại Đức, mức độ xezi-137 trong thịt lợn lòi hoang ở mức 40.000 Bq/kg. Mức độ trung bình là 6.800 Bq/kg, lớn gấp mười lần giới hạn của EU là 600 Bq/kg". Ủy ban châu Âu cho rằng "Vì thế các quy định đối với một số loại thực phẩm từ một số quốc gia thành viên cần phải được duy trì trong nhiều năm nữa".
Năm 2006, các trang trại nuôi cừu ở một số vùng tại Anh vẫn là đối tượng thanh tra, có thể khiến chúng bị cấm tham gia thị trường thực phẩm của con người bởi lượng ô nhiễm tăng lên do nguyên nhân vụ thảm hoạ:

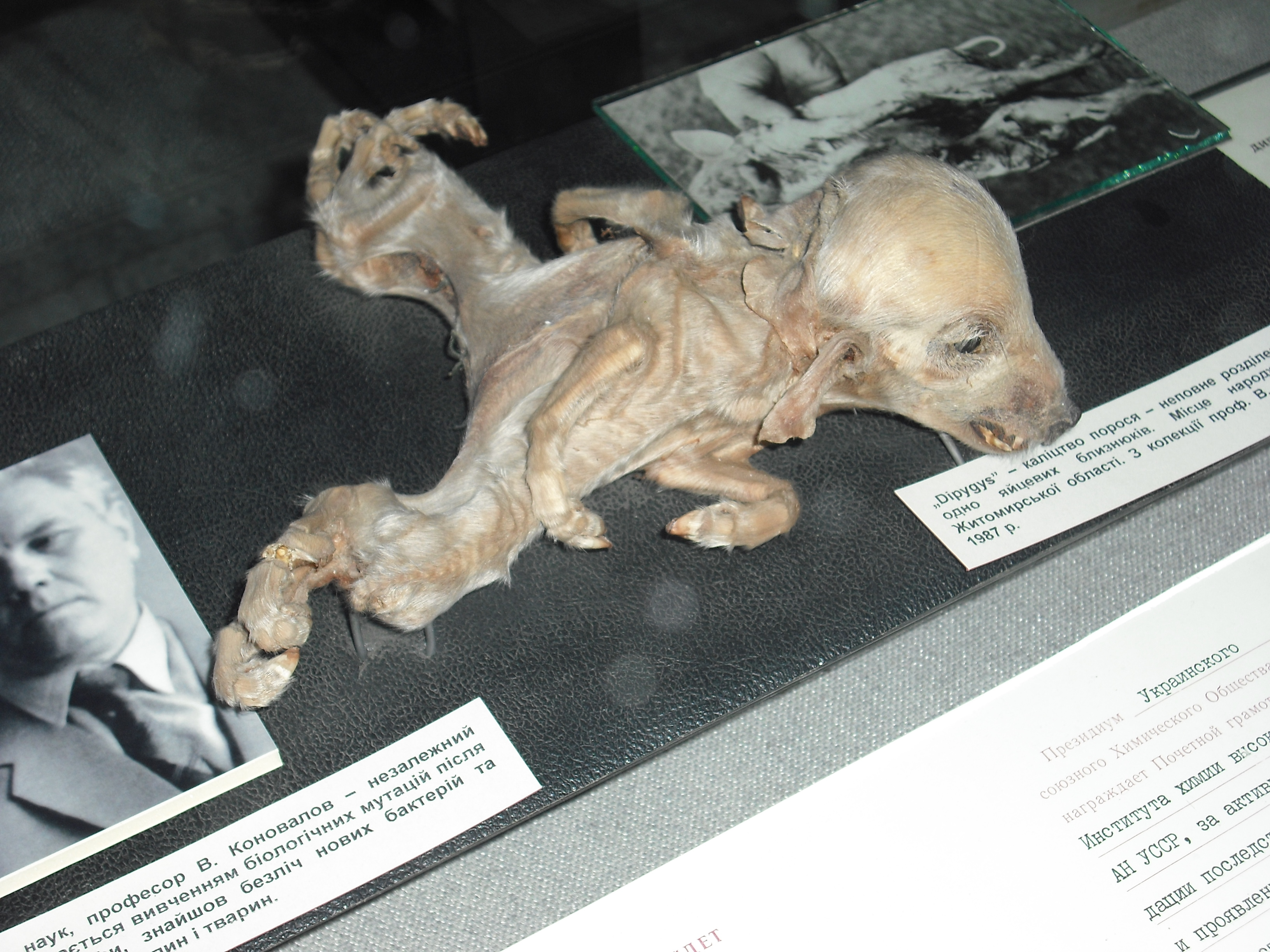
Cún con bị đột biến gen tại triển lãm Bảo tàng Quốc gia Chernobyl ở Ukraina.

"Một số chất phóng xạ, chủ yếu là phóng xạ 137Cs, đã tích tụ tại một số vùng cao nguyên nước Anh, nơi thường có các trang trại nuôi cừu. Vì những đặc tính hóa học và vật lý đặc biệt của các kiểu đất than bùn tại các vùng đó, xezi phóng xạ vẫn có thể dễ dàng chuyển từ đất vào trong cây cỏ và vì thế tích tụ trong thịt cừu. Một giới hạn tối đa ở mức 1.000 Becquerel xezi phóng xạ trên 1 kilôgam (Bq/kg) đã được áp đặt trên thịt cừu để bảo vệ người tiêu dùng. Giới hạn này được Anh quốc đưa ra năm 1986, dựa trên sự tư vấn từ nhóm chuyên gia của Ủy ban châu Âu theo Điều 31. Theo quyền được quy định trong Luật Bảo vệ Môi trường và Thực phẩm 1985 (FEPA), Các quy định khẩn cấp đã được sử dụng từ năm 1986 để đưa ra những áp đặt giới hạn trên việc vận chuyển và bán thịt cừu vượt mức giới hạn tại một số vùng của Cumbria, Bắc Wales, Scotland và Bắc Ireland... Khi các quy định khẩn cấp được đưa ra áp dụng năm 1986, các vùng hạn chế rất rộng, bao gồm tới 9.000 trang trại và hơn 4 triệu con cừu. Từ năm 1986, các vùng buộc phải tuân theo quy định hạn chế đã giảm nhiều và hiện chỉ còn 374 trang trại, hay một phần các trang trại với khoảng 200.000 con cừu. Con số này có nghĩa số lượng trang trại đã giảm tới 95% kể từ năm 1986, chỉ một số vùng tại Cumbria, Tây Nam Scotland và phía Bắc xứ Wales, vẫn phải tuân thủ giới hạn này.  
Tại Na Uy, người Sami bị ảnh hưởng bởi thực phẩm ô nhiễm (tuần lộc đã bị nhiễm phóng xạ khi ăn địa y, vốn là loài rất nhạy cảm với phóng xạ) 

### Tranh cãi về những ước tính thương vong

#### Báo cáo của Diễn đàn Chernobyl
Tháng 9 năm 2005, một bản thảo báo cáo vắn tắt của Diễn đàn Chernobyl, gồm một số cơ quan Liên hiệp quốc như Cơ quan Năng lượng Nguyên tử Quốc tế (IAEA), Tổ chức Y tế Thế giới (WHO), Chương trình Phát triển Liên hiệp quốc (UNDP), các tổ chức Liên hiệp quốc khác và các chính phủ Belarus, Liên bang Nga và Ukraina, đưa ra con số dự đoán tổng số người chết vì vụ tai nạn là 4.000 . Con số do WHO đưa ra gồm 47 công nhân đã chết vì hội chứng phóng xạ cấp tính là nguyên nhân trực tiếp của phóng xạ từ vụ thảm họa và 9 trẻ em chết vì ung thư tuyến giáp, trong tổng số 4.000 trường hợp ung thư được xảy ra với tổng số 600.000 người bị phơi nhiễm ở mức độ cao nhất. Bản báo cáo đầy đủ về các hiệu ứng với sức khỏe người dân của WHO được Liên hiệp quốc chấp nhận và được xuất bản tháng 4 năm 2006, gồm có cả việc dự đoán thêm 5.000 trường hợp ảnh hưởng thêm từ những vùng bị ô nhiễm tại Belarus, Nga và Ukraina và cho rằng, tổng số 9.000 sẽ chết vì ung thư trong 6,8 triệu người Xô viết bị nhiễm độc nặng nhất .

#### Báo cáo năm 2006 của TORCH
Thành viên Đảng Xanh Đức MEP (thành viên của Nghị viện châu Âu) Rebecca Harms, đã tiến hành lập một bản báo cáo (TORCH, The Other Report on Chernobyl) năm 2006 hưởng ứng theo bản báo cáo của Liên hiệp quốc; trong đó cho rằng: 	 
 "Về diện tích đất đai Belarus (với 22% tổng diện tích) và Áo (13%) là những nước bị ảnh hưởng ô nhiễm ở mức cao nhất. Các nước khác cũng bị ảnh hưởng trầm trọng; ví dụ như, hơn 5% diện tích Ukraina, Phần Lan và nhiều vùng rộng lớn tại Thụy Điển bị ô nhiễm ở mức cao (> 40.000 Bq/m² xezi-137). Hơn 80% Moldova, phần tại châu Âu của Thổ Nhĩ Kỳ, Slovenia, Thụy Sĩ, Áo và Cộng hoà Slovak bị ảnh hưởng ở mức độ thấp hơn (> 4.000 Bq/m² xezi-137). 44% nước Đức và 34% Anh quốc cũng bị ảnh hưởng ở mức độ tương tự." (Xem bản đồ phân bố xezi-137 tại châu Âu)  
IAEA/WHO và UNSCEAR lưu tâm tới những vùng bị ảnh hưởng ở mức cao hơn 40.000 Bq/m²; bản báo cáo của TORCH cũng bao gồm những vùng bị ảnh hưởng ở mức lớn hơn 4.000 Bq/m² of Cs-137.	 
Bản báo cáo TORCH 2006 "ước tính rằng hơn một nửa lượng iod-131 từ Chernobyl [làm tăng nguy cơ ung thư tuyến giáp] rơi bên ngoài lãnh thổ Liên bang Xô viết cũ. Có lẽ liên quan tới con số thông báo về những ca ung thư tuyến giáp tăng cao ở Cộng hoà Czech và Anh quốc, nhưng vẫn cần tiến hành nghiên cứu thêm để đánh giá về tác động gây ung thư tuyến giáp tại châu Âu". Bản báo cáo dự đoán rằng sẽ có thêm 30.000 tới 60.000 vụ ung thư gây chết người và cảnh báo rằng những dự đoán về con số thiệt hại nhân mạng do ung thư đó phụ thuộc nhiều vào yếu tố nguy cơ được sử dụng; và dự đoán những ca ung thư tuyến giáp tăng thêm sẽ ở trong khoảng 18.000 và 66.000 tại riêng Belarus phụ thuộc vào hình mẫu phát sinh nguy cơ 

#### Tổ chức Hoà bình xanh
Tổ chức Hòa bình xanh đã chỉ ra những trái ngược trong các bản báo cáo của Diễn đàn Chernobyl, cho rằng một cuộc nghiên cứu năm 1998 của WHO được trích dẫn trong bản báo cáo năm 2005, đưa ra con số 212 người chết trong tổng số 72.000 người nhiễm . Trong bản báo cáo của mình, Hòa bình xanh cho rằng sẽ có thêm 270.000 ca ung thư có liên quan tới vụ Chernobyl và rằng 93.000 người trong số đó sẽ ở mức nguy hiểm, nhưng cũng nói rõ trong bản báo cáo của họ rằng "Những con số được đưa ra gần đây nhất cho thấy chỉ riêng tại Belarus, và Ukraina thảm họa có thể gây ra khoảng 200.000 cái chết nữa trong giai đoạn 1990 và 2004.". Blake Lee-Harwood, giám đốc điều hành của Hòa bình xanh, tin rằng ung thư dường như là nguyên nhân của chưa tới một nửa những ca bệnh nặng và rằng "các vấn đề về ruột, tim và hệ tuần hoàn, hô hấp, nội tiết, và đặc biệt là các hiệu ứng trên hệ miễn dịch," cũng gây ra các ca bệnh nặng.

#### Báo cáo tháng 4 năm 2006 của IPPNW
Theo một bản báo cáo tháng 4 năm 2006 của chi nhánh Các thầy thuốc quốc tế ngăn chặn chiến tranh hạt nhân (IPPNW) tại Đức, với tiêu đề "Hiệu ứng sức khỏe của Chernobyl", hơn 10.000 người hiện bị ảnh hưởng với bệnh ung thư tuyến giáp và 50.000 ca khác sẽ xảy ra trong tương lai. Bản báo cáo tin rằng hàng chục ngàn cái chết sẽ xảy ra trong số những người nhiễm. Tại châu Âu, có lẽ 10.000 ca dị dạng đã được quan sát thấy trong số trẻ mới sinh vì nguyên nhân phóng xạ từ vụ Chernobyl, với 5.000 ca tử vong trong số trẻ sơ sinh. Họ cũng cho rằng hàng trăm ngàn người làm việc tại địa điểm đó sau khi thảm họa xảy ra hiện đang bị bệnh vì phóng xạ, và hàng chục nghìn người đã chết .

#### Các nghiên cứu khác
- Năm 2006 Bộ Y tế Ukraina cho rằng hơn 2,4 triệu người Ukraina, trong đó có 428.000 trẻ em, gặp phải các vấn đề sức khỏe liên quan tới thảm hoạ Chernobyl [12]. Ảnh hưởng tâm lý hậu thảm hoạ, như bản báo cáo năm 2006 của Liên hiệp quốc chỉ ra, cũng ảnh hưởng tới những người rời chỗ nội bộ.
- Một nghiên cứu khác đưa ra tỷ lệ tử vong tại Thụy Điển cao hơn [25].
- Theo Liên minh Chernobyl, tổ chức chính của những người bị nhiễm phóng xạ, 10% trong số 600.000 người nhiễm hiện đã chết, và 165.000 người tàn tật.[26]

## So sánh với các thảm hoạ khác
Thảm họa Chernobyl đã được so sánh với Thảm họa Bhopal năm 1984. Ngày 3 tháng 12 năm 1984, một nhà máy hóa chất của Union Carbide tại Bhopal, Ấn Độ đã để rò rỉ 40 tấn khí độc isoxyanat metyl, gây ra cái chết của ít nhất 15.000, và làm bị thương khoảng từ 150.000 tới 600.000 người khác.
Các thảm họa khác có nguyên nhân từ con người với số tử vong cao gồm:
- Trận lụt Johnstown, 1889, 2.209 người chết.
- Đập Bản Kiều, 1975, tại Trung Quốc, 171.000 người chết.
- Đám Sương mù Khổng lồ 1952, London, Anh khoảng 12.000 người chết.

Các vụ tai nạn hạt nhân và phóng xạ khác đã nhiều lần xảy ra, dù không vụ nào đạt tới mức ảnh hưởng rộng lớn như thảm hoạ Chernobyl. Các vụ tai nạn hạt nhân dân sự có gây thiệt hại nhân mạng đã xảy ra tại Charlestown, đảo Rhode (Hoa Kỳ) ngày 24 tháng 7 năm 1964 (một vụ tai nạn nghiêm trọng đã xảy ra tại nhà máy, giết chết một người) ; tại Buenos Aires, Argentina, ngày 23 tháng 9 năm 1983 (một người chết) , và gần đây nhất là tại nhà máy tái xử lý nhiên liệu hạt nhân Tokaimura Nhật Bản ngày 30 tháng 9 năm 1999 (hai người chết). Những vụ tai nạn hạt nhân nghiêm trọng trước đây gồm vụ cháy lò phản ứng Windscale 1957 tại Anh và vụ tan chảy hạt nhân năm 1979 tại nhà máy hạt nhân Three Mile Island Hoa Kỳ, cả hai đều không gây thiệt hại nhân mạng.

## Chernobyl trong ý thức mọi người
Thảm hoạ Chernobyl đã lôi cuốn sự chú ý quốc tế. Trên khắp thế giới, mọi người theo dõi và xúc động mạnh trước sự kiện. Vì thế, "Chernobyl" đã đi vào tâm tưởng quần chúng theo nhiều cách khác nhau.

## Hậu quả kinh tế và chính trị

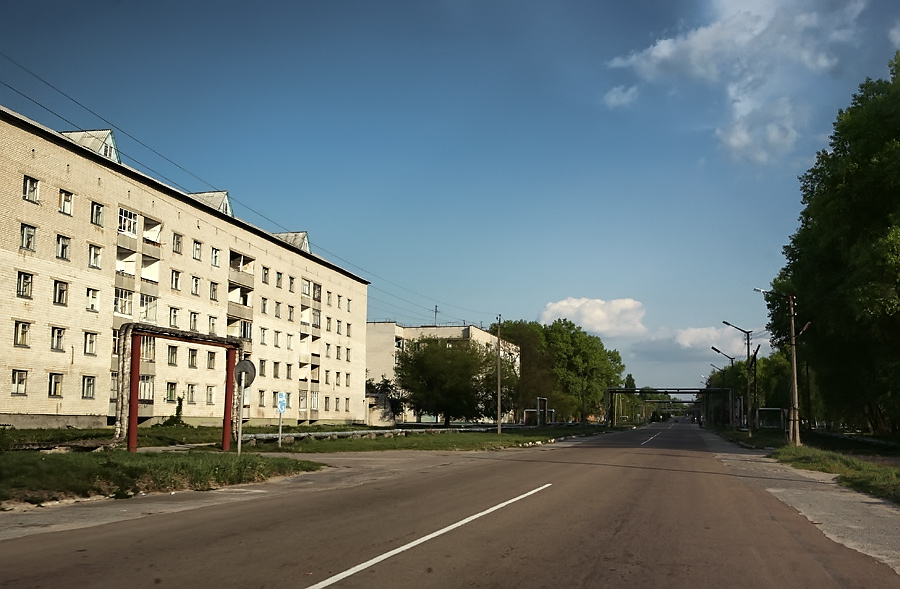
Tòa nhà bỏ hoang ở Chernobyl

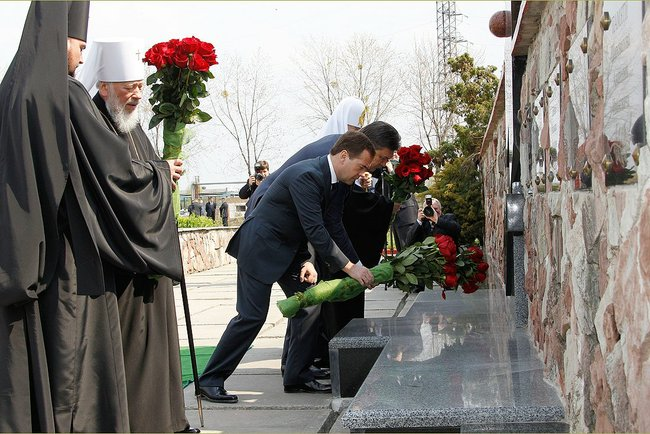
Tổng thống Nga Medvedev và Tổng thống Ukraina Yanukovych dâng hoa tưởng nhớ các nạn nhân trong vụ thảm họa (ngày 26 tháng 4 năm 2011).

Rất khó để báo cáo tổng chi phí kinh tế của thảm họa. Theo Mikhail Gorbachev, Liên Xô đã chi 18 tỷ rúp (tương đương 18 tỷ đô la Mỹ vào thời điểm đó) về ngăn chặn và khử nhiễm, Liên Xô gần như bị phá sản. Tại Belarus tổng chi phí khắc phục hậu quả trong 30 năm (tính đến năm 2005) ước tính khoảng 235 tỷ USD. Chi phí liên tục những năm sau đó đều được công khai, trong báo cáo 2003-2005, Diễn đàn Chernobyl nói rằng từ 5% đến 7% chi tiêu chính phủ ở Ukraine vẫn liên quan đến Chernobyl, trong khi ở Belarus hơn 13 tỷ đô la được cho là đã được chi tiêu từ năm 1991 đến năm 2003, với 22% ngân sách quốc gia có liên quan đến Chernobyl năm 1991, giảm xuống 6% vào năm 2002. Phần lớn chi phí hiện tại liên quan đến việc chi trả các lợi ích xã hội liên quan đến Chernobyl cho khoảng 7 triệu người trên khắp 3 quốc gia.
Một tác động kinh tế đáng kể vào thời điểm đó là loại bỏ 784.320 ha (1.938.100 mẫu Anh) đất nông nghiệp và 694.200 ha (1.715.000 mẫu Anh) từ rừng sản xuất. Trong khi phần lớn trong số này đã được trả lại để sử dụng, chi phí sản xuất nông nghiệp đã tăng lên do nhu cầu về kỹ thuật canh tác đặc biệt, phân bón và phụ gia.
Về mặt chính trị, vụ tai nạn đã tác động to lớn đối với chính sách Glasnost của Liên Xô, và giúp thúc đẩy quan hệ Xô-Mỹ gần gũi hơn vào cuối Chiến tranh Lạnh, thông qua sự hợp tác về mặt sinh học.:44–48 Thảm họa Chernobyl là một trong những yếu tố quan trọng gây ra sự sụp đổ của Liên Xô và Đông Âu năm 1991, và là một ảnh hưởng lớn trong việc hình thành các nước Đông Âu mới.:20–21
Cả Ukraine và Belarus, trong những tháng đầu tiên sau khi độc lập, đã giảm ngưỡng bức xạ từ ngưỡng cao của Liên Xô (từ 35 lần/ chu kỳ phóng xạ xuống còn 7 lần/ chu kỳ và 0,1 lần mỗi năm ở Belarus).:46–7,119–124 Điều này đòi hỏi một sự mở rộng lãnh thổ được coi là bị ô nhiễm. Ở Ukraine, hơn 500.000 người hiện đã được tái định cư, nhiều người trong số họ đã trở thành ứng viên cho y tế và phúc lợi khác. Ukraine cũng duy trì các lò phản ứng bị phá hủy, mà nó sử dụng một lực lượng lao động rất lớn để giữ cho thời gian tiếp xúc cá nhân thấp. Nhiều người trong số những công nhân này đã đăng ký khuyết tật và đăng ký phúc lợi. Ở Ukraine, thảm họa Chernobyl là một biểu tượng của phong trào dân tộc chủ nghĩa, biểu tượng của tất cả những gì đã sai với Liên Xô, và phúc lợi trở thành một nền tảng quan trọng để giành được độc lập. Ukraine đã phát triển một hệ thống phúc lợi lớn và nặng nề, ngày càng trở nên hỏng hóc và không hiệu quả. Nó đã trình bày các nhu cầu phúc lợi tăng lên rất nhiều kể từ năm 1991 như là một minh chứng về tính hợp pháp đạo đức của chính nó, và là một lý lẽ cần viện trợ nước ngoài.:24 Belarus, mặt khác, yếu về mặt chính trị khi Belarus giành được độc lập tách khỏi Liên Xô, và tìm đến Moscow để được hướng dẫn; theo nhiều cách, và bị từ chối của Liên Xô cũ.:22–24:46–7,119–124

## Chernobyl sau thảm hoạ
Vấn đề của nhà máy Chernobyl không chấm dứt với thảm họa tại Lò phản ứng số 4. Lò phản ứng bị hư hại đã được hàn kín bằng 200 mét khối bê tông đặt giữa nơi xảy ra thảm họa và các tòa nhà điều hành. Chính phủ Ukraina tiếp tục cho ba lò phản ứng còn lại hoạt động vì tình trạng thiếu hụt năng lượng trong nước. Một đám cháy đã bùng phát tại Lò phản ứng số 2 năm 1991; chính quyền sau đó tuyên bố rằng lò phản ứng bị hư hại tới mức không thể sửa chữa và cho nó ngừng hoạt động. Lò phản ứng số 1 được cho ngừng chạy tháng 11 năm 1996 như một phần của thỏa thuận giữa chính phủ Ukraina và các tổ chức quốc tế như IAEA với mục đích chấm dứt hoàn toàn hoạt động của cả nhà máy. Tháng 11 năm 2000, Tổng thống Ukraina Leonid Kuchma đã đích thân bấm nút dừng hoạt động của lò phản ứng hạt nhân số 3 trong một buổi lễ, chính thức chấm dứt hoạt động của toàn bộ nhà máy.

### Nhu cầu tái thiết tương lai
Quan tài bê tông không phải là một phương án hàn kín hữu hiệu lâu dài cho lò phản ứng đã bị hủy hoại. Việc xây dựng vội vàng, và trong nhiều trường hợp là do các rô bốt công nghiệp tiến hành, khiến nó nhanh chóng lão hoá, và nếu nó sụp đổ, một đám mây bụi phóng xạ khác sẽ được giải phóng. Quan tài bê tông đã hư hại nặng tới mức chỉ cần một rung động nhẹ của Trái Đất hay những trận gió mạnh cũng có thể khiến trần của nó sụp đổ. Một số kế hoạch đã được thảo luận nhằm xây dựng một bức tường bao phủ có độ tin cậy lớn hơn.
Theo những ước tính chính thức, khoảng 95% nhiên liệu (khoảng 180 tấn) trong lò phản ứng tại thời điểm xảy ra vụ tai nạn vẫn còn lại bên trong quan tài bê tông, với tổng lượng phóng xạ lên tới gần 180 triệu curie (670 PBq). Vật liệu phóng xạ gồm các mảnh lõi, bụi và "những vật liệu chứa nhiên liệu" (FCM) kiểu dung nham chảy qua lò phản ứng hạt nhân đã bị hư hại trước khi cứng lại dưới dạng gốm. Theo những ước tính thận trọng, ít nhất có bốn tấn bụi phóng xạ bên trong quan tài. Tuy nhiên, những ước tính gần đây đã gây nghi ngờ lớn về những con số được đưa ra từ trước về số lượng nhiên liệu còn lại trong lò. Một số ước tính hiệu nay cho rằng tổng lượng nhiên liệu trong lò phản ứng chỉ khoảng 70% nhiên liệu nạp ban đầu, tuy nhiên IAEA vẫn cho rằng chưa tới 5% nhiên liệu đã thất thoát do vụ nổ. Hơn nữa, một số người tham gia vào việc cứu hộ ước tính rằng chỉ 5-10% nguyên liệu nạp ban đầu còn lại bên trong quan tài bê tông.
Nước vẫn tiếp tục chảy vào trong quan tài, khiến các vật liệu phóng xạ rò rỉ qua lò phản ứng đã bị hư hại và có thể cả vào trong nước ngầm tại các khu vực quanh đó. Móng của lò phản ứng dần chứa đầy nước đã bị ô nhiễm nhiên liệu hạt nhân và bị coi là loại rác có mức độ phóng xạ cao. Dù các công việc sửa chữa đã được tiến hành tại một số lỗ lớn nhất bên trên mái quan tài, nó vẫn không tài nào hàn kín được toàn bộ, và tình trạng mái sẽ ngày càng tồi tệ thêm.
Quan tài bê tông, không hoàn toàn kín với không khí bên ngoài, sẽ nóng lên nhanh hơn khi nó lạnh đi. Điều này khiến lượng ẩm bên trong quan tài tăng lên. Lượng ẩm cao lại ăn mòn bê tông và cốt thép của nó.
Hơn nữa, bụi đang ngày càng trở thành một vấn đề bên trong quan tài bê tông. Các nguyên tử phóng xạ ở mọi kích thước, lượng bụi tro chiếm tỷ lệ lớn bên trong đó. Những dòng đối lưu hòa lẫn với dòng khí xâm nhập từ bên ngoài ngày càng khuấy đảo và đưa thêm vào không khí các nguyên tử phóng xạ. Việc lắp đặt các hệ thống lọc khí năm 2001 có làm giảm bớt nguy cơ này, nhưng không hoàn toàn triệt tiêu được nó.

### Địa điểm tham quan du lịch
Theo Bộ Tình trạng khẩn cấp Ukraine, do phóng xạ rò rỉ thành từng "mảng" tại Chernobyl nên nếu đi đúng các tuyến đường đã được kiểm tra trước sẽ không gây nguy hiểm cho sức khỏe. Để tăng thêm tính an toàn, chính quyền địa phương dự định lắp đặt thêm nhiều trạm đo mức phóng xạ tại đây.
Nhiều hãng du lịch Ukraine cung cấp các tour một ngày đi đến Chernobyl, có giá từ 25 đến 650 Euro. Về chương trình: tham quan vỏ lò phản ứng bị tai nạn, thăm các ngôi làng bị bỏ hoang, xem cá da trơn khổng lồ sống ở các vùng nước phóng xạ. Tất cả mọi người được vào tham quan khu vực này, ngoại trừ trẻ em dưới 18 tuổi và các phần tử bị nghi là khủng bố. Các khu nhà và lều bạt của những người cứu trợ từ năm 1986 vẫn còn sử dụng tốt. Cách nhà máy 44 km có một khu nhà dành riêng cho những người cứu nạn có thể đón nhận 60 – 70 khách. Bên cạnh đó, một khách sạn của Bộ Tình trạng đặc biệt có 18 phòng ngủ. Chúng được nâng cấp lên thành những phòng khách sạn từ 3 đến 5 sao. Ngay lối vào chính của khu vực cấm là một quầy lưu niệm bán các loại áo thun được trang trí các biểu tượng phóng xạ màu đen và màu vàng và mặt nạ khí cao su của Liên Xô.
Điểm nổi bật của chuyến đi là thăm Pripyat, nơi gần 50.000 cư dân đã được sơ tán trong ba giờ vào ngày 27 tháng 4 năm 1986. Tại đây, du khách sẽ thấy những tòa nhà dân cư bị bỏ hoang, trường học nơi đồ chơi trẻ em, sách hoặc ghi chú viết tay vẫn treo quanh tường, một công viên giải trí có bánh xe lớn vẫn đứng trên quảng trường trung tâm.
Rời Chernobyl, tất cả khách du lịch buộc phải vượt qua kiểm tra phóng xạ. Theo các chuyên gia hạt nhân, nồng độ phóng xạ ở các khu vực bình thường vào khoảng 10 microroentgen/giờ. Quá 30 microroentgen/giờ bị coi là nguy hiểm cho con người. Trong khi đó, xung quanh nhà máy điện, nồng độ phóng xạ trung bình vẫn đạt tới 50 microroentgen/giờ. Nồng độ phóng xạ ở khu dân cư gần nhất cũng không dưới 30 microroentgen/giờ. Tuy nhiên, theo các chuyên gia Bộ Tình trạng khẩn cấp Ukraine, trong nồng độ đó, con người vẫn có thể không mặc quần áo bảo hộ phóng xạ hàng tuần mà không bị tác động xấu đến sức khỏe.
Một điều thú vị nữa là khu vực  đang trở thành một vườn bảo tồn thiên nhiên tuyệt vời. Bị con người bỏ hoang, khu vực này đang trở thành nơi trú ngụ an toàn cho nhiều giống chim, thú quý hiếm. Thiên nhiên đang tự phục hồi sự cân bằng sinh thái cho chính mình.

### Quỹ Chernobyl và Kế hoạch xây dựng tường chắn mới
Quỹ Chernobyl được thành lập năm 1997 trong cuộc họp thượng đỉnh G7 lần thứ 23 ở Denver để cung cấp vốn cho Kế hoạch xây dựng tường chắn thay cho cấu trúc bê tông được xây dựng vội vã. Kế hoạch xây dựng tường chắn (SIP - Shelter Implementation Plan) có mục đích biến địa điểm này thành nơi có điều kiện sinh thái học an toàn thông nhờ một quan tài ổn định, sau đó là việc xây dựng thêm một lớp Vỏ bọc mới (NSC - New Safe Confinement). Ước tính ban đầu cho NSC là 768 triệu đôla Mỹ, theo ước tính năm 2006 là 1.2 tỉ đôla Mỹ. SIP hiện được một côngxoocxiom gồm Bechtel, Battelle và Electricité de France điều hành, với thiết kế ý tưởng cho NSC theo kiểu một mái vòm di động được nặng 36.000 tấn, được xây dựng tách biệt bên ngoài để tránh lượng bức xạ cao, và có thể trượt trên vỏ cũ bằng cách sử dụng đường ray tàu hỏa. NSC được hi vọng là sẽ được hoàn thành vào năm 2015, và sẽ là kết cấu di động lớn nhất từng được xây dựng.
Kích thước
- Rộng: 260 m
- Cao: 105 m
- Dài: 150 m
- Nặng: 36.000 tấn

### Trong tương lai
Quan tài bê tông hiện nay được xây dựng bên trên đống đổ nát của lò phản ứng. Hai "Xà lớn" đỡ mái quan tài tựa trên kết cấu yếu ớt của bức tường phía tây lò phản ứng vốn đã bị hư hại do vụ nổ. Nếu bức tường của lò phản ứng và cả mái quan tài sụp đổ, những lượng bụi phóng xạ và nguyên tử lớn sẽ được giải phóng trực tiếp vào khí quyển, gây ra một vụ phát tán phóng xạ lớn khác vào môi trường xung quanh.
Một nguy cơ khác đối với quan tài là phiến bê tông hình thành nên "Khiên sinh vật học bên trên" (UBS), và được đặt trên lò phản ứng trước khi vụ tai nạn xảy ra. Tấm bê tông này đã bị vụ nổ đẩy lên cao và hiện nằm nghiêng 15 độ theo chiều dọc. Vị trí của tấm khiên sinh vật học bị coi là không an toàn, bởi nó chỉ được chống đỡ theo chiều gần thẳng đứng bởi bụi rác. Nếu tấm sinh học này đổ nó sẽ làm trầm trọng thêm tình trạng bụi bên trong quan tài và có thể làm phát tán một lượng vật liệu phóng xạ ra ngoài, cũng như có thể gây hư hại cho chính quan tài bê tông.
Quan tài bê tông không được thiết kế để tồn tại trong khoảng thời gian 100.000 năm cần thiết để giữ lượng phóng xạ còn sót lại bên trong lò phản ứng số 4. Những thiết kế hiện nay về một bức tường bao phủ mới chỉ có tuổi thọ 100 năm, khoảng thời gian đó chỉ là một nháy mắt so với khoảng thời gian tuổi thọ của vật liệu phóng xạ bên trong. Việc xây dựng một quan tài có khả năng chôn vùi vĩnh viễn những thứ bên trong lò phản ứng số 4 rõ ràng là một thách thức cho các kỹ sư ở nhiều thế hệ sau này.
Ukraine đang tìm cách phát triển năng lượng cho riêng mình. Ukraine cũng muốn làm sống lại khu vực cách ly trong bán kính 30 km xung quanh nhà máy Chernobyl, nằm cách Kiev 100 km về phía bắc và gần biên giới với Belarus.
Từ năm 2016, Ukraine nói rằng họ có gần 2.500 ha cho các dự án phát triển năng lượng mặt trời quanh khu vực nhà máy Chernobyl. Để khuyến khích các nhà đầu tư, Ukraine hứa mua năng lượng mặt trời với giá cao hơn mức trung bình áp dụng ở châu Âu 50%. Tuy nhiên, các nhà đầu tư phương Tây đã không vội vã tới Chernobyl vì họ biết tình trạng quan liêu và tham nhũng đặc hữu ở Ukraine.

### Thông tin chung
- Chernobyl disaster tại Encyclopædia Britannica (tiếng Anh)
- 2006 TORCH full report (in pdf) Lưu trữ ngày 26 tháng 9 năm 2007 tại Wayback Machine
- Chernobyl's Legacy Lưu trữ ngày 15 tháng 2 năm 2010 tại Wayback Machine (PDF, 902KB) by the Chernobyl Forum (UN) updated in 2006
- The Chernobyl Catastrophe: Consequences on Human Health Lưu trữ ngày 21 tháng 4 năm 2006 tại Wayback Machine (PDF, 1.8MB) by Greenpeace International, April 2006.
- Photos of a visit to the reactor of Chernobyl Lưu trữ ngày 12 tháng 5 năm 2007 tại Wayback Machine in April 2006 by a German TV team joint by Research Center Juelich (tiếng Anh)(tiếng Đức)
- Health, Environmental and Socio-Economic Impacts – a summary for non-specialists of the above report by GreenFacts
- Better World Links on the Chernobyl Disaster Lưu trữ ngày 30 tháng 4 năm 2006 tại Wayback Machine - 100 links
- BBC h2g2 giving a detailed description of events
- Fall-out data in 19 zones from Austria to Eastern USA
- The International Chernobyl Research and Information Network Lưu trữ ngày 12 tháng 11 năm 2009 tại Stanford Web Archive
- Western responsibility nếu regarding the health consequences of the Chernobyl catastrophe in Belyorussia, the Ukraine and Russia
- Frequently Asked Chernobyl Questions Lưu trữ ngày 25 tháng 2 năm 2011 tại Wayback Machine, by the IAEA
- Official UN Chernobyl site
- The Human Consequences of the Chernobyl Accident: A Strategy for Recovery Lưu trữ ngày 23 tháng 4 năm 2006 tại Wayback Machine - UN Report, 2002 (PDF, 350KB)
- Nuclear Files.org Lưu trữ ngày 14 tháng 2 năm 2006 tại Wayback Machine Anti-nuclear organization's comments on human toll
- The Chernobyl Disaster - including some discussion of the disagreements within the UN organization about its publications, Stanford University
- Chernobyl - A Canadian Perspective Lưu trữ ngày 4 tháng 2 năm 2012 tại Wayback Machine (PDF 405KB) - A brochure describing nuclear reactors in general and the RBMK design in particular, focusing on the safety differences between them and CANDU reactors. Published by the CANDU organization.
- Tacis Nuclear Safety Programme, Overview of Chernobyl related projects Lưu trữ ngày 27 tháng 4 năm 2005 tại Wayback Machine European Union Chernobyl-related TACIS Projects with Budget estimates
- Annotated bibliography for Chernobyl from the Alsos Digital Library for Nuclear Issues Lưu trữ ngày 17 tháng 4 năm 2019 tại Wayback Machine
- survey about the nuclear disaster with updated results
- Sharing our Humanity at the 20th Anniversary of Chernobyl Lưu trữ ngày 30 tháng 4 năm 2006 tại Wayback Machine
- http://www.chernobyl-tour.com/english/

### Phân tích sự kiện và kỹ thuật
- (tiếng Anh)/(tiếng Pháp) Surveillance sanitaire en France en lien avec l’accident de Tchernobyl -Bilan actualisé sur les cancers thyroïdiens et études épidémiologiques en cours en 2006 Lưu trữ ngày 25 tháng 5 năm 2007 tại Wayback Machine, April 2006 report by the French Institut de veille sanitaire on Chernobyl's consequences in France and thyroid cancers
- (tiếng Pháp) Various reports (Chernobyl 5 years after, 10 years after, 20 years after, etc. Lưu trữ ngày 21 tháng 7 năm 2006 tại Wayback Machine by the Institut de radioprotection et de sûreté nucléaire
- Detailed analysis of the events, Georgia State University
- Another take Lưu trữ ngày 27 tháng 4 năm 2006 tại Wayback Machine on the sequence of events at Chernobyl, Uranium Information Centre (nuclear power industry group), Melbourne, Australia.
- Another account Lưu trữ ngày 23 tháng 4 năm 2006 tại Wayback Machine of the incident, World Nuclear Association
- Technical information concerning the accident, as well as a contrast between the RBMK reactor design that of American reactors, University of Pittsburgh
- Harvard Medical School study on Radiation and Chernobyl Lưu trữ ngày 15 tháng 5 năm 2006 tại Wayback Machine
- Radioecology and the Chernobyl Disaster, January 2003. Covers impact on the UK
- (tiếng Nga) Alternative opinion about the Chernobyl catastrophe reasons Lưu trữ ngày 23 tháng 5 năm 2006 tại Wayback Machine - The English version is being prepared.
- Lessons Lưu trữ ngày 1 tháng 5 năm 2006 tại Wayback Machine A global perspective and knowledgeable comments on the lessons to be learnt, honestly pro-nuclear
- Details of the events leading up to the accident and the aftermath Lưu trữ ngày 19 tháng 1 năm 2007 tại Wayback Machine
- (tiếng Ba Lan) Czarnobyl Lưu trữ ngày 15 tháng 1 năm 2007 tại Wayback Machine
- WNC reactor Issue Brief Lưu trữ ngày 28 tháng 4 năm 2006 tại Wayback Machine - Short technical analysis of the RBMK reactor design and changes made after accident, World Nuclear Association

### Những lời kể của nhân chứng (trước và sau tai nạn)
- 20 Years 20 Lives Lưu trữ ngày 26 tháng 4 năm 2006 tại Wayback Machine - Eyewitness accounts in words and photographs
- A female tourist's account, in photos Lưu trữ ngày 13 tháng 12 năm 2005 tại Wayback Machine, the veracity of which has been questioned. See Elena Filatova
- (tiếng Nga) Pripyat town forum Lưu trữ ngày 6 tháng 1 năm 2006 tại Wayback Machine
- Interview with Sasha Yuvchenko - an engineer working in Chernobyl on 26th April 1986
- Cheating Chernobyl - New Scientist magazine interviews eyewitness Alexander Yuvchenko, who was at the power plant at the time of the accident.
- Mary Mycio's Account of the Zone Lưu trữ ngày 25 tháng 4 năm 2006 tại Wayback Machine - Wormwood Forest: A Natural History of Chernobyl

### Ảnh/Phim/Tin tức
- Loạt bài viết và hình ảnh chủ đề 20 năm thảm hoạ Chernobyl của VnExpress.
- Animated Flash map - 2 minutes and 30 seconds - of Caesium-137 contamination Lưu trữ ngày 1 tháng 7 năm 2006 tại Wayback Machine published by the French Institut de radioprotection et de sûreté nucléaire (IRSN)
- Lưu trữ ngày 13 tháng 12 năm 2005 tại Wayback Machine Photographs of Pripyat and Chernobyl (has been proved that she didnt ride alone, and made various uses of stock imagery)]
- Photos from Pripyat city and Chernobyl zone Lưu trữ ngày 29 tháng 4 năm 2006 tại Wayback Machine 2 trips in 2005 by www.opuszczone.com
- - Nuclear Nightmares: Twenty Years Since Chernobyl
- BBC On This Day: Including recordings of the first public announcement
- Zone of Exclusion: Pripyat and Chernobyl Lưu trữ ngày 23 tháng 4 năm 2006 tại Wayback Machine - Review of this book, with sample photo gallery shot in the dead zone in 2001
- (tiếng Nga) More Dead Zone pictures
- Photos from the deserted town of Pryp'yat Lưu trữ ngày 23 tháng 4 năm 2006 tại Wayback Machine
- 2006 images of Chernobyl today Lưu trữ ngày 27 tháng 4 năm 2006 tại Wayback Machine
- Photos from the deserted town of Pripyat Lưu trữ ngày 24 tháng 10 năm 2015 tại Wayback Machine
- Chernobyl Gallery Lưu trữ ngày 22 tháng 5 năm 2006 tại Wayback Machine - Several images, many from inside the reactor.
- Chernobyl Heart (2003) - Academy Award-winning documentary
- BBC Horizon documentary 'Inside Chernobyl's Sarcophagus', 1996. Footage and comment by Russian scientists conducting dangerous research in and around the burnt-out core.
- Nine Network Australia, 60 Minutes, 'Inside Chernobyl' Lưu trữ ngày 23 tháng 4 năm 2006 tại Wayback Machine, air date ngày 16 tháng 4 năm 2006. Reporter Richard Carlton goes inside the control centre at Chernobyl and also visits the exclusion zone surrounding the plant. Focuses on the 1986 incident, the failing 'sarcophagus' and yet-to-be-realised plans to replace it, and the affected children in orphanages in nearby Belarus

### Những tổ chức nhân đạo và tình nguyện quan tâm tới các hậu quả
- Chernobyl Children's Project International - subject of documentary "Chernobyl Heart."
- Aid Convoy - UK-based humanitarian aid to Ukraine
- List of charities primarily supporting Belyorussia but also Ukraine Lưu trữ ngày 15 tháng 4 năm 2006 tại Wayback Machine
- Our Generation Lưu trữ ngày 10 tháng 5 năm 2007 tại Wayback Machine - Youth
- Aratta - Public organisation supporting children and families
- SOS Belarus Lưu trữ ngày 3 tháng 2 năm 2006 tại Wayback Machine: The only big NGO still working in Belarus post Chernobyl
- BELRAD Institute - Radiation safety and protection institute